# Sergentia koschowi
Sergentia koschowi är en tvåvingeart som beskrevs av Linevich 1948. Sergentia koschowi ingår i släktet Sergentia och familjen fjädermyggor. Inga underarter finns listade i Catalogue of Life.